# ヴァルグリザンシュ
ヴァルグリザンシュ（フランス語: Valgrisenche [valɡʁizɑ̃ʃ]）は、イタリア共和国ヴァッレ・ダオスタ州にある、人口約200人の基礎自治体（コムーネ）。

## 地理

### 位置・広がり

#### 隣接コムーネ
隣接するコムーネは以下の通り。括弧内のFR-73はフランス・サヴォワ県所属を示す。
- アルヴィエ
- ラ・トゥイール
- レーム＝ノートル＝ダム
- レーム＝サン＝ジョルジュ
- Sainte-Foy-Tarentaise (FR-73)
- Tignes (FR-73)

## 行政

### 分離集落
ヴァルグリザンシュには、以下の分離集落（フラツィオーネ）がある。
- Bonne, Céré, Chez-Carral, Darbelley, Église (capoluogo), Gerbelle, La Béthaz, La Frassy, Menthieu, Mondanges, Prariond, Planté, Revers, Rocher, Surier, Usellières